# Raspberry ripple

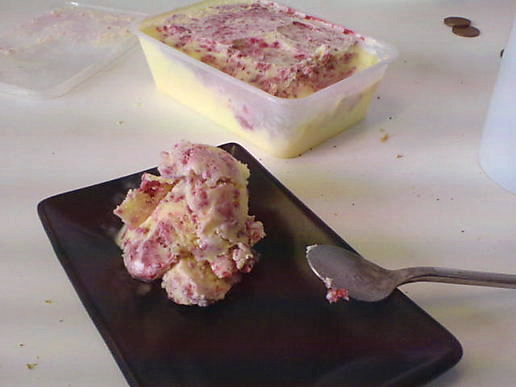
Мороженое Raspberry ripple в домашних условиях

Raspberry ripple — популярный сорт мороженого в Великобритании и других странах. Он состоит из малинового сиропа, добавленного в ванильное мороженое. В 1920-е годы другие пищевые продукты со вкусом малины также имели название «Малиновая рябь» («Raspberry ripple»).
Термин «рябь» в производстве и потреблении мороженого, возможно, возник в США, где использовался с 1930-х годов для обозначения любого типа мороженого, пронизанного цветным и ароматизированным сиропами. Примерно в это же время было разработано оборудование, которое позволило бы мороженому включать фруктовую пасту отдельно в эффект мрамора. С тех пор «малиновая рябь» — популярный вариант.

## В популярной культуре
Raspberry Ripple — рифмованный сленг кокни, обозначающий сосок (англ. nipple) и калеку (англ. cripple).